# Maanbeving
Een maanbeving is het equivalent van een aardbeving op de Maan. Maanbevingen werden voor het eerst ontdekt door de astronauten van het Apolloprogramma. Maanbevingen zijn veel zwakker dan zware aardbevingen, hoewel ze een uur kunnen duren, vanwege het gebrek aan water op het maanoppervlak dat seismische trillingen dempt.
Informatie over maanbevingen komt van seismometers die van 1969 tot 1972 door de Apollo-astronauten op de Maan geplaatst zijn. De instrumenten die door de Apollo 12, 14, 15 en 16 op de Maan geplaatst zijn functioneerden perfect totdat ze in 1977 werden uitgeschakeld.
Volgens NASA, zijn er ten minste vier verschillende soorten maanbevingen:
- Diepe maanbevingen (~ 700 km onder het oppervlak, waarschijnlijk veroorzaakt door getijdenkrachten).
- Trillingen van meteorietinslagen.
- Thermische maanbevingen (de ijzig koude maankorst zet uit als het zonlicht terugkeert na de twee weken durende maannacht).
- Ondiepe maanbevingen (20 of 30 kilometer onder de oppervlakte).

De eerste drie soorten bovengenoemde maanbevingen zijn mild van aard; maar de kracht van ondiepe maanbevingen kan oplopen tot 5,5 op de schaal van Richter. Tussen 1972 en 1977 werden 28 ondiepe maanbevingen waargenomen. Op aarde, kunnen aardbevingen van magnitude 4,5 en hoger schade aan gebouwen veroorzaken. Seismologisch onderzoek naar maanbevingen wordt door wetenschappers, ingenieurs en kunstenaars gebruikt voor een aantal doeleinden, waaronder:
- De studie van de Maan en de evolutie van de Aarde.
- Inzicht in seismologie van de Aarde en vergelijkende studies.
- Het verwerven van kennis over getijdenkrachten en maanbevingen of over andere mogelijke oorzaken (aangezien de maan geen platentektoniek kent).[3]
- Uitbreiding van het vakgebied van de selenografie (de geografie van de Maan).